# Джафаров, Видади Джафар оглы
Видади Джафар оглы Джафаров (азерб. Cəfərov Vidadi Cəfər oğlu; род. 1968) — судья Верховного суда Азербайджана.

## Биография
Родился в 1968 году. В 2003 году окончил юридический факультет Бакинского государственного университета.
С 2004 по 2005 год являлся юристом ООО «AKB İnşaat».
С 2005 по 2007 год являлся адвокатом Бакинской городской юридической консультации № 15.
С 2007 по 2008 год являлся судьёй Сумгаитского военного суда, исполняющим обязанности председателя суда.
С 2008 по 2010 год являлся председателем Сумгаитского военного суда.
С 2010 по 2018 год являлся судьёй Сумгаитского апелляционного суда. С 2018 по 2022 год являлся председателем коллегии по уголовным делам данного суда.
Судья коллегии по уголовным делам Верховного суда Азербайджана (с 23 декабря 2022).
Председатель выборной комиссии судей (с 2023).

## Награды
- Медаль «Прогресс» (11 февраля 2023)[2]